# Per-Larsatjärnen, Västerbotten
Per-Larsatjärnen är en sjö i Norsjö kommun i Västerbotten och ingår i Skellefteälvens huvudavrinningsområde.